# 乔赖卡斯
乔赖卡斯（Chaurai Khas），是印度中央邦Chhindwara县的一个城镇。总人口11399（2001年）。

## 人口
该地2001年总人口11399人，其中男性5965人，女性5434人；0—6岁人口1522人，其中男779人，女743人；识字率68.80%，其中男性为73.66%，女性为63.47%。